# Ilm (Abens)
Die Ilm (in Schreibmaschinenschrift: Ilm) in Bayern war ursprünglich ein rechter Nebenfluss der Donau und ist durch wasserbauliche Maßnahmen heute ein mündungsnaher linker Zufluss der Abens.

## Name
Im Jahre 821 schrieb man Ilma, 890 Ilminam, 920 Ilmim und seit 1322 Ilm. Ihren Namen hat die Ilm vom indogermanischen Wort *el, was „sich bewegen“ bedeutet. Alternative Etymologien gehen von einer Ableitung von althochdeutsch elm ‚Ulme‘ und einem -ina-Suffix aus.

## Verlauf

### Quellbäche
Die Ilm hat drei namentliche, im Landkreis Dachau nordöstlich von Altomünster verlaufende Quellbäche. Bei Michelskirchen in der Gemeinde Hilgertshausen-Tandern trifft der kleinere Quellbach Tanderner Ilm, der am Westrand von Tandern (48° 25′ 43″ N, 11° 17′ 40″ O auf ca. 505 m ü. NN) entspringt, auf den längeren und mehr als fünfmal so großen Quellbach Pipinsrieder Ilm. Von dessen beiden eigenen, in der Webkarte der Bayerischen Vermessungsverwaltung bezeichneten Quellästen entspringt der rechte wenig nördlich der Kreisstraße DAH 2 von Altomünster zum Ortsteil Pipinsried (48° 24′ 8″ N, 11° 16′ 27″ O auf ca. 520 m ü. NN). Die Quelle des linken, mehr als doppelt so großen Quellastes ist in der Bayerischen Uraufnahme als Ursprung der Ilm verzeichnet (48° 24′ 5″ N, 11° 15′ 55″ O).

### Mittellauf
Im weiteren Verlauf fließt die Ilm in nordnordöstlicher Richtung durch ein gestreckt verlaufendes Muldental, das 50 bis 80 Meter in das Niederbayerische Hügelland eingesenkt ist. Südlich von Pfaffenhofen, der größten Stadt des Ilmtals, weitet sich das Tal. Seine Kulturlandschaft wird in der Hallertau durch den Hopfenanbau geprägt.

### Mündungsarme
Wenig oberhalb der Neumühle in Vohburg teilt eine Schleuse die Ilm in drei Arme auf. Der linke und der mittlere Arm fließen gleich wieder zusammen und vereinen sich unmittelbar darauf mit dem Wellenbach zur Kleinen Donau. Diese durchfließt die Stadt, folgt noch etwa fünf Kilometer dem Donaudeich und mündet gegenüber von Pförring von rechts in die Donau. Der rechte Arm dagegen zieht zunächst, die weiten Bögen alter Donauschlingen nachzeichnend, in weitem Abstand zum Strom und erreicht erst unterhalb der beschriebenen Mündung, aber noch gegenüber Pförring den Hochwasserdamm der Donau, dem er dann ebenfalls bis nahe Bad Gögging folgt, wo er von links in die eben an den Damm stoßende, etwa gleich große Abens mündet. Sie folgt dem Damm noch einige Kilometer bis zu ihrer Mündung bei Eining.
Bis Mitte der 1920er Jahre war die Ilm ein Nebenfluss der Donau und mündete bei Gaden (Gemeinde Pförring). Im Rahmen von Regulierungsmaßnahmen wurde der Fluss jedoch parallel zur Donau bis zur Abens verlängert. Die alte Ilmmündung ist jenseits des Hochwasserdammes noch erhalten. Durch den Hochwasserabschlag oberhalb von Vohburg übertrifft die Ilm die Abens kaum noch an mittlerer Wasserführung; beide Flüsse führen am Zusammenfluss im Mittel etwa 3,2 m³/s.

## Zuflüsse
Zuflüsse, nur teilweise auch höherer Ordnung, jeweils vom Ursprung zur Mündung. Auswahl.
- Pipinsrieder Ilm (rechter Oberlauf) bis nahe Hilgertshausen-Tandern-Michelskirchen
  - Reichertshausener Graben (links) in Altomünster-Pipinsried
  - Schmarnzeller Graben (links) bei Hilgertshausen-Tandern-Tandern
- Tanderner Ilm (linker Oberlauf) bis nahe Michelskirchen
- Fahrtbach (links) vor Hilgertshausen-Tandern-Hilgertshausen
- Hüttgraben (links) in Hilgertshausen
- Forstbach (links) zwischen Hilgertshausen und Hilgertshausen-Tandern-Gumpersdorf
- Lahnbach (rechts) bei Jetzendorf-Oberstark
- Heckenbach (links) vor Jetzendorf-Volkersdorf
- Purrbach (links) bei Jetzendorf-Lampertshausen
- (Ziegel-?)Nöbach (links) in Reichertshausen
- Riedermühlgraben (links) bei Ilmmünster-Riedermühle
- Herrnraster Bach (rechts) in Ilmmünster in einen Auengraben neben der Ilm
- Prambacher Bächlein (rechts) bei Hettenshausen-Feldmühle
- Gerolsbach (links) in Pfaffenhofen an der Ilm
- Schwarzbach (rechter Teilungsarm) in der Stadtmitte von Pfaffenhofen
- Schindelhauser Graben (rechts) in Pfaffenhofen in einen rechten Teilungsarm im Gewerbegebiet längs der Raiffeisenstraße
- Heißmanninger Graben (links) bei Pfaffenhofen-Heißmanning
- Gittenbach (links) gegenüber Pfaffenhofen-Frechmühle in einen Auengraben zur Ilm
- Affalterbacher Graben (links) in Pfaffenhofen-Affalterbach
- Grießgraben (rechts) bei Wolnzach-Eschelbach an der Ilm in einen rechten Altarm
- Eschelbach (rechts) bei Eschelbach an derselben Stelle und in denselben rechten Altarm wie der vorige
- Rohrbächlein/Rohrbach (links) vor Rohrbach
- Gellert (rechts) in Rohrbach in einen rechten Teilungsram
- Lehenbach (rechts) gegenüber Rohrbach-Fahlenbach, linker Mündungsarm des folgenden
- Wolnzach (rechts) gegenüber Fahlenbach und bei Wolnzach-Königsfeld
  - Geisenhausener Bach (linker Oberlauf)
    - Preinerszeller Bach (rechter Oberlauf)
    - Arreshausener Bach (linker Oberlauf)
      - Hallerbach (links)

  - Geroldsbach (rechter Oberlauf)
    - Gschwender Bächlein (rechts)

  - Larsbach (rechts) in Wolnzach
- Lauterbach (rechts) bei Wolnzach-Stadelhof
  - Oberer Axelbach (links) in Niederlauterbach
- Moosbach (rechts) in Geisenfeld in den rechten Flussarm
- Mettenbach (rechts) nach Geisenfeld
- Pindharter Bach (rechts) gegenüber Geisenfeld-Nötting
- Augraben (rechts) gegenüber Vohburg an der Donau-Rockolding
- → (Abzweig des Ilm-Flutkanals) (nach links) bei Vohburg-Neumühle, rechter Oberlauf der Kleinen Donau
- → (Abzweig eines weiteren Asts) (nach links) bei Vohburg-Neumühle, mündet bald in den vorigen
- Birkenhartgraben (rechts) vor Münchsmünster-Oberwöhr
- Schrannenbach (rechts) nach Münchsmünster-Niedermühle
  - Weihergraben (links) bei Münchsmünster
- Kaltenbrunner Bach (rechts) in Neustadt an der Donau-Schwaig
- Rotlohegraben (rechts) bei Pförring-Gaden bei Pförring

## Gemeinden an der Ilm
Die Ilm fließt durch die Landkreise Dachau, Pfaffenhofen (an der Ilm) und dann noch jeweils kurze Stücke in den Landkreisen Eichstätt und Kelheim. Ihr Lauf berührt oder durchfließt die Gemeindegebiete von:
- Markt Altomünster
- Gemeinde Hilgertshausen-Tandern
- Gemeinde Jetzendorf
- Gemeinde Petershausen
- Gemeinde Reichertshausen
- Gemeinde Ilmmünster
- Gemeinde Hettenshausen
- Stadt Pfaffenhofen an der Ilm
- Markt Wolnzach
- Gemeinde Rohrbach
- Stadt Geisenfeld
- Stadt Vohburg an der Donau
- Gemeinde Münchsmünster
- Stadt Neustadt an der Donau
- Markt Pförring

(Reihenfolge nach Erstberührung, mit Pipinsrieder Ilm.)